# Targovišťská oblast
Targovišťská oblast (bulharsky Област Търговище) je jedna z oblastí Bulharska. Leží na severovýchodě země a jejím správním střediskem je Tărgovište.
Oblast hraničí na severu s Razgradskou oblastí, na severozápadě s Rusenskou oblastí, na západě s Velikotarnovskou oblastí, na jihu se Slivenskou oblastí a na východě s Šumenskou oblastí.

## Administrativní dělení
Oblast se administrativně děli na 5 obštin.

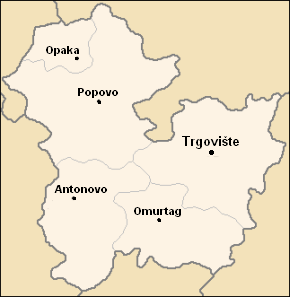
Targovišťská oblast

| Obština - Antonovo - Omurtag - Opaka - Popovo - Tărgovište | Sídlo - Antonovo - Omurtag - Opaka - Popovo - Tărgovište |

## Města
Správním střediskem oblasti je Tărgovište, městy jsou také správní střediska všech zdejších obštin a žádná další města se zde nenacházejí.

## Obyvatelstvo
K 15. prosinci 2024 v oblasti žilo 127 567 obyvatel a bylo zde trvale hlášeno 146 182 obyvatel. Podle sčítání 7. září 2021 bylo národnostní složení následující:
- Bulhaři: 46 455 (51.4 %)
- Turci: 34 729 (38.4 %)
- Romové: 5 980 (6.6 %)
- ostatní[p 2]: 3 294 (3.6 %)